# Patricio Bisso
Patricio César Bisso (Buenos Aires, 28 de enero de 1957 - Buenos Aires, 13 de octubre de 2019) fue un actor, periodista, diseñador, dibujante, diseñador de vestuario, escenógrafo de cine y teatro, músico y compositor argentino.

## Biografía
En 1973 y 1974, siendo menor de edad, trabajó como dibujante en el diario La Opinión (de Buenos Aires).
A los 17 años se mudó a San Pablo (Brasil), donde empezó a trabajar como ilustrador en periódicos. Ese mismo año (1974) comenzó a trabajar como actor de teatro. En los años ochenta desarrolló su carrera, interpretando personajes cómicos, muchas veces travestido. Fue performer, maquillador, diseñador de vestuario, ilustrador y escenógrafo.
Su principal personaje fue Olga del Volga, una sexóloga que daba consejos hilarantes, que apareció en la telenovela Um sonho a mais y en el programa de Hebe Camargo. Bisso trabajó en muchas películas y escribió una columna semanal en el diario Folha de São Paulo.
En 1982 participó en la banda sonora ―el álbum Pubis angelical, producido por Charly García― de la película Pubis angelical: cantó en inglés el tema «All I do the whole night through» acompañándose con un ukelele.
Su trabajo más conocido como diseñador de vestuario fue en la película El beso de la mujer araña (1985), del cineasta argentino Héctor Babenco, donde también trabajó como actor.
En 1987 grabó el álbum Louca pelo saxofone.
A inicio de los años 2000, decidió volver a su ciudad natal, Buenos Aires, donde vivió con su madre.
En 2008, con el cineasta Bobby Houston escribió el libreto del musical Castronauts, or how I killed Fidel (‘los castronautas, o cómo maté a Fidel’), que se presentó en Broadway (Nueva York), entre otros sitios.
Falleció en su ciudad natal, Buenos Aires, a los 62 años, el 14 de octubre de 2019, de un paro cardiorrespiratorio.

## Filmografía

### Cine
- 1979: Maldita coincidência
- 1982: O homem do pau-brasil[7]
- 1982: Das tripas coração.
- 1983: Onda nova.
- 1984: A estrela nua.
- 1985: Além da paixão, como Bom Bom.[8]
- 1985: O beijo da mulher-aranha, como Greta.
- 1987: Brasa adormecida.
- 1989: Días melhores virão.
- 1991: Naked tango, como «Gastón el peluquero».
- 1993: Héteros, a comédia (de Fernando Belens).
- 2003: Olga del Volga.

### Como vestuarista
- 1985: O beijo da mulher aranha.
- 1987: Brasa adormecida.
- 1991: Naked tango.

### Televisión
- 1985: Um sonho a mais, como «Olga del Volga».

### Álbum
- 1987: Louca pelo saxofone.[5]